# Martin Crimp
Martin Crimp (geboren 14 februari 1956 in Dartford, Kent) is een Engelse toneelschrijver en -vertaler, en operalibrettist.

## Leven
Crimp is de zoon van een spoorwegingenieur en groeide op in York. Hij studeerde Engelse literatuur aan de Universiteit van Cambridge. Sinds de jaren tachtig schrijft hij drama's, over het algemeen pessimistisch van toon, waarin hij nauw samenwerkt met regisseur Katie Mitchell. Daarnaast vertaalt hij toneelstukken en schrijft hij hoorspelen, operalibretto's en filmscenario's. In 2007 schreef hij bijvoorbeeld het scenario van François Ozons Angel.
Erkenning kreeg hij in 1993, toen hij de John Whiting Award in ontvangst mocht nemen voor The Treatment, maar het echte succes kwam pas met Attempts on her life, dat in 1997 in première ging in het Royal Court Theatre. Less Emergencies uit 2005 is een toneelstuk over het fenomeen amok. Alles weitere kennen Sie aus dem Kino, de Duitse versie van The Rest Will Be Familiar to You from Cinema, ging op 24 november 2013 in première in het Deutsches Schauspielhaus in Hamburg, geregisseerd door Katie Mitchell. In februari 2015 was deze voorstelling te zien in de Stadsschouwburg Amsterdam. De opera's Written on Skin en Lessons in Love and Violence van George Benjamin, waarvoor Crimp de libretti schreef, waren eveneens in Amsterdam te zien, in de Nationale Opera en Ballet. Eerder al was de kameropera Into the Little Hill te zien tijdens het Holland Festival 2007 in de Westergasfabriek.

## Werk (selectie)
- 1982: Love Games
- 1982: Living Remains
- 1988: Dealing with Clair
- 1989: Play with Repeats
- 1991: Getting Attention
- 1993: The Treatment
- 1997: Attempts on her life (in 20 talen vertaald)
- 2000: The Country
- 2005: Fewer Emergencies
- 2006: Into the Little Hill, libretto voor de opera van George Benjamin
- 2008: The City
- 2012: Written on Skin, libretto voor de opera van George Benjamin
- 2013: The Rest Will Be Familiar to You from Cinema, gebaseerd op Euripides' Fenicische vrouwen
- 2013: In the Republic of Happiness
- 2018: Lessons in Love and Violence, libretto voor de opera van George Benjamin
- 2019: When We Have Sufficiently Tortured Each Other: 12 Variations on Samuel Richardsons Pamela
- 2022: Not One Of These People